# 바트나주

바트나주

바트나주(아랍어: ولاية باتنة)는 알제리 북동부에 위치한 주로, 주도는 바트나이며 면적은 12,192km2, 인구는 1,128,030명(2008년 기준)이다. 이곳에는 로마 제국이 세운 식민시 타무가디가 있다.